# 加拉尔加恰
加拉尔加恰（Garalgachha），是印度西孟加拉邦Hugli县的一个城镇。总人口4499（2001年）。

## 人口
该地2001年总人口4499人，其中男性2341人，女性2158人；0—6岁人口323人，其中男189人，女134人；识字率85.53%，其中男性为88.51%，女性为82.30%。